# Hwaebul Sports Club
O Hwaebul Sports Club (em coreano: 홰불체육단) é um clube multi-esportivo da Coreia do Norte. O clube foi fundado em maio de 2013 por Kim Jong-un, tendo sido organizado como um grupo representante do Comitê Central da Liga Socialista Juvenil Kim Il-Sung. A seção de futebol joga pela Highest Class Football League, a primeira divisão de futebol no país.

## Títulos
- Pochonbo Torch Cup: 2014
- National Championship: 2014
- Osandok Prize Sports Contest: 2015[2]